# 平安博物館

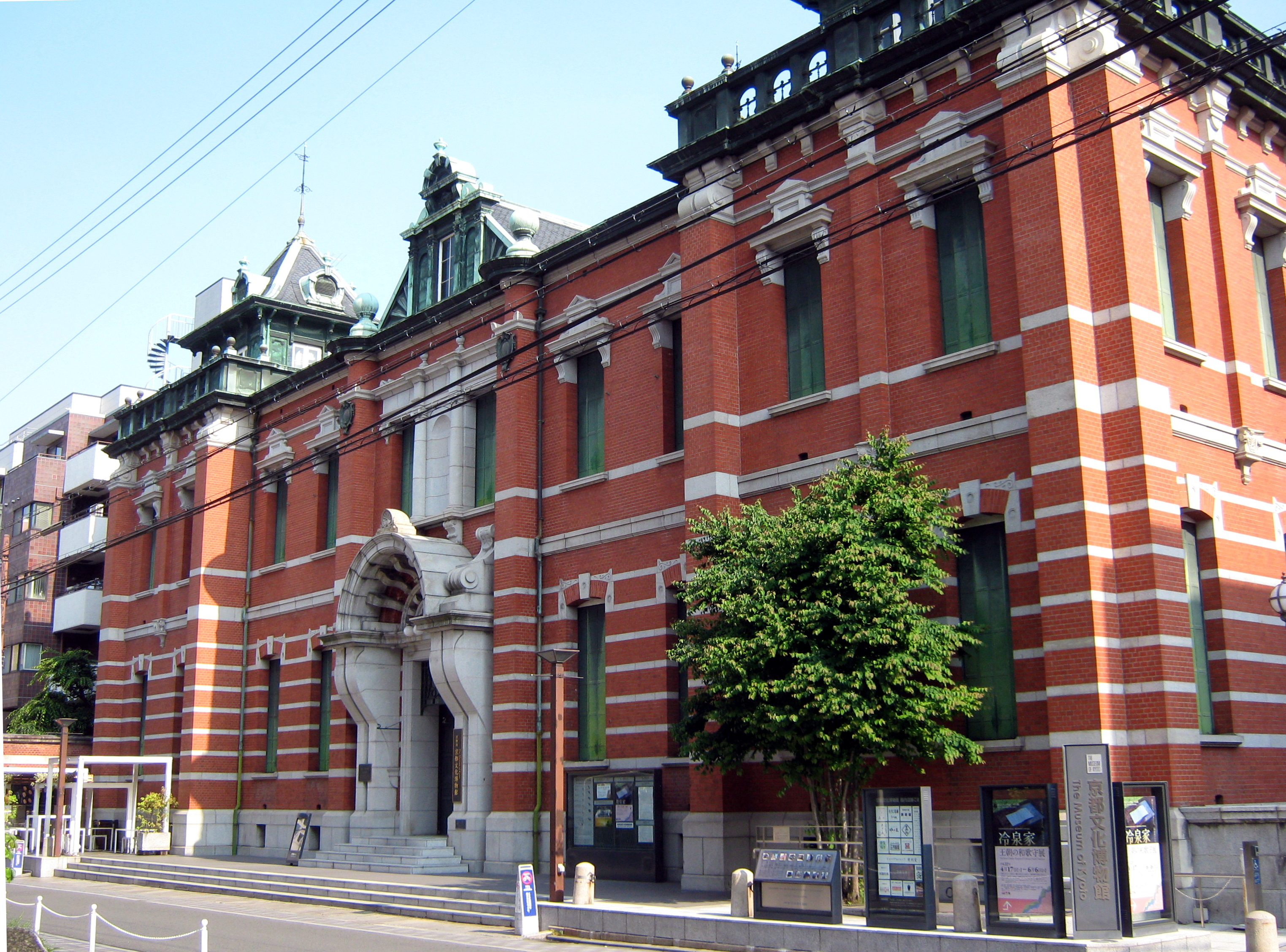
平安博物館が置かれていた旧日本銀行京都支店（現：京都文化博物館別館）

平安博物館（へいあんはくぶつかん、英称：Heian Museum of Ancient History）は、かつて日本の京都市中京区に存在した私立博物館。1968年（昭和43年）、財団法人古代学協会によって開設され、1988年（昭和63年）まで存続した。京都文化博物館の前身にあたる。
英称を直訳すると「平安古代史博物館」となる通り、平安時代を中心とする古代史の専門博物館であった。代表的な所蔵品としては、源氏物語の最良の写本と評価されている大島本（重要文化財）があった。

## 沿革
1967年、財団法人古代学協会付設の研究機関として「平安博物館」が設立された。1968年5月、一般に公開される博物館として開館した。本館は旧日本銀行京都支店（京都市中京区三条通高倉西入菱屋町）で、1967年に古代学協会が譲渡を受けたものである。館長（兼教授）は歴史学者の角田文衞が務めた。
研究を重視する「研究博物館」として日本の博物館の中では異色の存在であり、専門職員に対しても通常の博物館のような学芸員ではなく、大学と同様の教授・助教授・講師・助手の職階を与えていた。
1986年4月、財団法人古代学協会は京都府の新博物館（京都文化博物館）建設計画に協力し、平安博物館の土地と建物を京都府に移管するとともに、その職員の大半を京都文化博物館の経営母体となる財団法人京都文化財団に移籍させた。1988年10月に京都府による京都文化博物館が開館し、旧・平安博物館本館は京都文化博物館別館として利用されている。
1988年9月、財団法人古代学協会は平安博物館の研究部門を継承する機関として古代学研究所を京都文化博物館別館内に設立した。所長（兼教授）は平安博物館に引き続き、角田文衞が務めた。同研究所は2008年12月まで存続した。現在も、旧平安博物館本館である京都文化博物館別館内には公益財団法人古代学協会の本部が置かれている。
平安博物館の停廃から30年目にあたる2018年7月10日から9月9日にかけて、京都文化博物館（３階総合展示室）において「平安博物館回顧展―古代学協会と角田文衞の仕事―」が開催され、かつての平安博物館の活動が紹介された。

## 施設・展示
本館として利用された建物は旧日本銀行京都支店であり、辰野金吾とその弟子長野宇平治が設計し、1906年（明治39年）に竣工した建築物である。平安博物館として利用されていた1969年3月12日、建物は重要文化財に指定された。
展示は、第1室「始源時代室」、第2室「平安京遷都前の山城」、第3室「平安の都」、中央ホール「清凉殿」、第4室「平安文学と生活の部屋」、第5室「紫女の部屋」に分かれていた。ことに、中央ホールには平安宮内裏清凉殿の弘徽殿上御局の実物大復元模型が置かれており、平安博物館のシンボルとなっていた。